# Seven Pounds
Seven Pounds (tựa tiếng Việt: Bảy số phận hay Hành trình sám hối) là một bộ phim năm 2008, đạo diễn Gabriele Muccino, trong đó diễn viên Will Smith vào vai một người đặt ra kế hoạch để thay đổi cuộc sống của bảy người. Với các diễn viên khác Rosario Dawson, Woody Harrelson, và Barry Pepper. Bộ phim đã được phát hành tại các rạp ở Mỹ và Canada vào ngày 19 tháng 12 năm 2008, bởi Columbia Pictures. Mặc dù nói chung đánh giá tiêu cực từ các nhà phê bình nhưng là một thành công ở phòng vé, thu về 168.168.201 USD trên toàn thế giới.

## Tựa phim
Trước khi phát hành phim, tiêu đề "Seven Pounds" được coi là một "bí mật" mà hãng từ chối giải thích. Trailer đầu tiên cho "Seven Pounds" thể hiện các chi tiết bí ẩn của bộ phim. Đạo diễn Gabriele Muccino giải thích mục đích: "Các khán giả sẽ không biết chính xác những gì người đàn ông này đang làm". Smith sẽ được báo cáo khẳng định rằng tiêu đề phim liên quan đến vở kịch The Merchant of Venice của Shakespeare, trong đó một con nợ phải trả tiền một cân thịt. Trong trường hợp này, giá trị bảy món quà đến bảy cá nhân được coi là xứng đáng bởi nhân vật Smith, để chuộc lỗi cho bảy người đã chết trong tai nạn giao thông do anh gây ra.

## Nội dung
Hai năm trước, Tim Thomas (Will Smith), khi vô tình gửi một tin nhắn điện thoại trong lúc lái xe, trên đường đến trung tâm thành phố và gây ra một tai nạn giao thông, trong đó có bảy người chết: sáu người ở xe khác và vị hôn thê của mình, Sarah Jenson (Robinne Lee).
Trong sự cố gắng có ý thức để chuộc tội, không thể sống với những gì mình đã gây ra, Tim lên kế hoạch để cứu sống bảy người tốt bằng cách hiến nội tạng của mình, sau khi kế hoạch hoàn thành anh sẽ tự kết liễu đời mình. Một năm sau vụ tai nạn, đã từ bỏ công việc của mình là một Kỹ sư Hàng Không, Tim hiến một thùy phổi cho người em trai Ben (Michael ealy), một nhân viên lĩnh vực IRS. Anh đánh cắp thẻ căn cước liên bang IRS của Ben và các thông tin, dán hình ảnh của mình vào thẻ của Ben, tự nhận mình theo tên của người em trai, và sử dụng đặc quyền của Ben để kiểm tra tình hình tài chính của các ứng cử viên tiềm năng hơn nữa cho sự đóng góp của mình. Trong nhiều trường hợp, anh ưu tiên "phỏng vấn" những người "tốt".
Trong một trường hợp, giám đốc của một cơ sở nhà tế bần đang nuôi con nhỏ, tìm một khoảng phí về thuế để hoàn lại cho mình. Tim không chắc chắn về đạo đức của người này, bởi vì ông lái một chiếc BMW nhưng lại tuyên bố vỡ nợ. Để làm rõ chuyện này, Tim nhiệt tình hỏi một bệnh nhân nội trú, người phụ nữ lớn tuổi nằm liệt giường, nói với anh dù sao ông ta cũng là một "người tốt", và phát hiện ra rằng ông ta đang trừng phạt những người phụ nữ không chịu ăn bằng cách cấm các y tá tắm rửa họ.
Sáu tháng sau, Tim tặng một lá gan của mình cho Holly (Judyann Elder) tại một Tổ chức xã hội Bảo trợ Trẻ em. Sau đó anh tìm thấy George (Bill Smitrovich), một huấn luyện viên khúc côn cầu địa phương và hiến một quả thận để cứu anh ta. Sau đó anh hiến tủy xương cho một cậu bé tên là Nicholas (Quintin Kelley), chọn không gây mê trong quá trình lấy tủy, một hệ quả hiển nhiên của mong muốn để chuộc tội cho mình. Trong mỗi trường hợp, anh không giải thích lý do những việc anh làm dù được mọi người liên tục yêu cầu.
Hai tuần trước khi tự sát, anh liên lạc Holly và hỏi cô biết bất cứ ai "trong kế hoạch của mình" - những người cần và xứng đáng được giúp đỡ, nhưng không dám đòi hỏi nó. Holly gợi ý Connie Tepos (Elpidia Carrillo), hiện đang sống với hai đứa con của cô và một người bạn trai lạm dụng, nhưng không có khả năng bỏ đi. Khi Tim đến để "phỏng vấn" Connie dưới vỏ bọc nhân viên Sở Thuế Vụ, Connie đau khổ kể anh biết những gì đã xảy ra. Cô bênh vực bạn trai của mình, bị xúc phạm bởi lời đề nghị của Tim rằng cô nên bỏ rơi anh ta vì những đứa trẻ của mình, và tống khứ ta ra khỏi nhà. Trong khi đó, Tim dọn ra khỏi nhà của mình và vào một nhà trọ địa phương, mang theo một con sứa nuôi - sinh vật độc nhất trên trái đất, với nọc độc gây tử vong trong vòng ba đến năm phút mà không có thuốc giải. Đêm đó, sau khi lại bị bạn trai hành hung, Connie liên lạc với Tim. Anh gặp cô, nói với cô không nên mềm lòng và cho cô chìa khóa của ngôi nhà bên bãi biển của mình. Sau đó, cô cùng hai đứa con dọn đến ngôi nhà này. Trong lúc dọn dẹp, cô đọc một lá thư của Tim, trong đó bao gồm các điều phải thực hiện khi nhận nhà: 
- 1. Tôn trọng nguyện vọng của anh.
- 2. Không được liên lạc với anh.
- 3. Không nói cho ai biết nguyên nhân được thừa hưởng ngôi nhà.
- 4. Cố "sống cuộc sống sung túc."

Ứng cử viên thứ sáu của Tim là Ezra Turner (Woody Harrelson), một điện thoại viên khiếm thị cho một công ty thịt, người chơi piano. Tim đã gọi Ezra và giả gây rối anh ta ở tuần làm việc trước đó, để xem anh nổi nóng trả đũa hay là một người "tốt". Rốt cục, Ezra vẫn bình tĩnh, khiêm tốn, và rơi nước mắt. Sau đó, khi quan sát anh tại một nhà hàng, Tim quyết định anh ta "xứng đáng".
Tim sau đó liên lạc với Emily Posa (Rosario Dawson), một cô gái hấp dẫn làm công việc in thiệp chúc mừng với máy in tại nhà, người có bệnh tim bẩm sinh và nhóm máu hiếm, cô chỉ còn khả năng sống được vài tuần nữa. Tim "phỏng vấn" cô, một lần nữa dưới vỏ bọc của một nhân viên điều tra IRS, và ít nhiều tìm hiểu bệnh tình của cô ở bệnh viện. Rồi sau đó, anh bắt đầu dành nhiều thời gian với cô, đi dạo, làm vườn, và sửa chữa chiếc máy in mà Emily đã có nhiều kỷ niệm với nó. Một lần nữa, tìm cách chuộc tội cho cái chết của vị hôn thê của mình, nên anh mâu thuẫn trong tình cảm của mình dành cho cô. Nhưng sau nhiều lần tiếp xúc, anh đã có tình cảm với cô.
Anh trai Tim là Ben cuối cùng cũng theo dõi anh khi đến nhà của Emily, yêu cầu Tim trả lại thông tin IRS của mình. Sau một cuộc ái ân đam mê với Emily, khi Ben đang đợi bên ngoài ngôi nhà, Tim biến mất ra cửa sau khi Emily đang ngủ. Anh cuốc bộ về nhà trọ, đầu tiên dừng lại tại bệnh viện để hỏi bác sĩ nếu có bất kỳ cơ hội nào cho bệnh nhân Emily, để anh cải thiện nó, và phát hiện ra rằng bệnh tình của Emily đang trầm trọng và cô ấy có thể sẽ chết trước khi tìm được nội tạng hiến tặng, Tim quyết định "thời khắc đã đến".
Tim gọi 9-1-1 và khai báo vụ tự tử của mình, sau đó đổ đầy nước đá vào bồn tắm nhà trọ để giữ lạnh cơ thể của mình, leo vào trong và tự sát bằng cách kéo con sứa của mình vào trong nước với anh. Sứa dùng xúc tu của nó quấn xung quanh cánh tay của Tim, gây cho Tim một cái chết nhanh chóng nhưng cực kỳ đau đớn.
Tại bệnh viện, người bạn thời thơ ấu tốt nhất của Tim: Dan (Barry Pepper), mặc dù mất kìm chế với cái chết của Tim, thực hiện nguyện vọng cuối cùng của Tim, để bảo đảm các cơ quan hiến tặng của anh sẽ được cho Emily và Ezra. Ezra nhận được giác mạc của Tim, chữa được bệnh mù của mình, và Emily nhận được trái tim của anh cho cô.
Sau đó, Ben tìm được bức thư từ Tim, giải thích lý do những gì anh đã làm. Điều này khiến Emily đau khổ. Emily thấy Ezra (bây giờ là một giáo viên trung học) tại buổi tập nhạc hợp xướng với học sinh của mình ở một công viên và dừng lại khi đi qua anh. Cảm giác của cô như đã gặp anh trước đây, Emily cảm thấy gắn bó với đôi mắt của Ezra, biết họ đều chịu ơn của Tim. Emily bắt đầu nhận biết, mà gợi ý thể hiện trong ánh mắt của Ezra. Khi anh nói, "Bạn có phải là Emily," cô đã rơi nước mắt và họ ôm nhau chân thành trong sự tôn trọng lẫn nhau, tình yêu và lòng ngưỡng mộ Tim.

## Các diễn viên
- Will Smith vai Tim Thomas
- Michael ealy vai Ben Thomas, anh trai của Tim và một nhân viên IRS.
- Barry Pepper vai Dan Morris, người bạn và người thi hành ý muốn của Tim.
- Rosario Dawson vai Emily Posa, một người in danh thiếp và quan tâm tình yêu của Tim.
- Octavia Spencer vai Kate, y tá chăm sóc của Emily.
- Woody Harrelson vai Ezra Turner, một nhân viên bán hàng thịt bị mù, người chơi piano.
- Elpidia Carrillo vai Connie Tepos, một góa phụ đang có bạn trai, người thường xuyên hành hung cô.
- Judyann Elder vai Holly, một nhân viên dịch vụ bảo trợ trẻ em.
- Bill Smitrovich vai George, một huấn luyện viên khúc côn cầu địa phương.
- Quintin Kelly vai Nicholas, một đứa trẻ.
- Robinne Lee vai Sarah Jenson, hôn thê của Tim.
- Madison Pettis vai con gái Connie.
- Rocio Del Mar Sevilla Ortiz.

### Mô tả của vai chính trong phim
Thông thường với những vai diễn trong phim, tôi luôn có ý tưởng để kết nối với nó, nhưng gần đây tôi đã được nhận những vai với cá tính buồn vui lẫn lộn và cảm thấy như mình trong cuộc sống tự nhiên ngoài đời. Bạn không bao giờ có được nó thực sự theo cách bạn muốn trong cuộc sống. Điều đó làm mê hoặc tôi thực sự. Là một diễn viên, có một số phần của một nhân vật mà bạn tự tạo ra, và bạn nhập tâm để làm tròn vai diễn, nhưng sau đó nó trở nên khó khăn để ngăn chặn chúng khi vai diễn kết thúc. Bạn phải trở về con người thực của mình. Nhân vật của tôi trong bộ phim này là như món yến mạch nóng. Bạn biết bạn không thể lôi chúng ra khỏi suy nghĩ của mình trong một thời gian ngắn, và khi bạn nghĩ đến, nó lại làm bạn đau lòng.
Smith nhận thấy rằng nhân vật này cần thiết để trở thành một người ít nói và sống nội tâm chứ không phải những người hay thể hiện mình ra ở tất cả các trường hợp có thể. Nhân vật này là một sự tương phản với những vai diễn trước đây của Smith, và Smith cảm thấy tin tưởng đạo diễn Gabriele Muccino khi giúp anh thư giãn và tránh kéo căng lý trí quá mức. Smith thừa nhận Seven Pounds như một bộ phim truyền hình, nhưng anh xem đây chỉ là chi tiết của một câu chuyện tình yêu.

## Sản xuất
Seven Pounds được dựa trên một kịch bản được viết bởi Grant Nieporte. Vào tháng 6 năm 2007, Will Smith tham gia trường quay và phục vụ như là một trong những nhà sản xuất của nó. Vào tháng 9 năm 2007, đạo diễn Gabriele Muccino, người đã làm việc với Smith trong The Pursuit of Happyness (2006), đã nhận đạo diễn cho Seven Pounds, mang theo ê-kíp của mình từ bộ phim năm 2006. Smith đã cùng Rosario Dawson và Woody Harrelson sau tháng 12 năm 2007 chuẩn bị cho phim Seven Pounds. Quay phim bắt đầu vào tháng 2 năm 2008..
Hầu hết ngoại cảnh quay trong phim được thực hiện tại Los Angeles, Pasadena, và Malibu, thuộc California. Các điểm công cộng quay tại Travel Inn ở Tujunga, California, Colorado Bar, Thư viện Huntington, Khách sạn Sheraton và Sân trượt băng Pasadena tất cả ở Pasadena, California, cũng như bãi biển Malibu ở phía tây bắc California, Hoa Kỳ.